# 国道248号

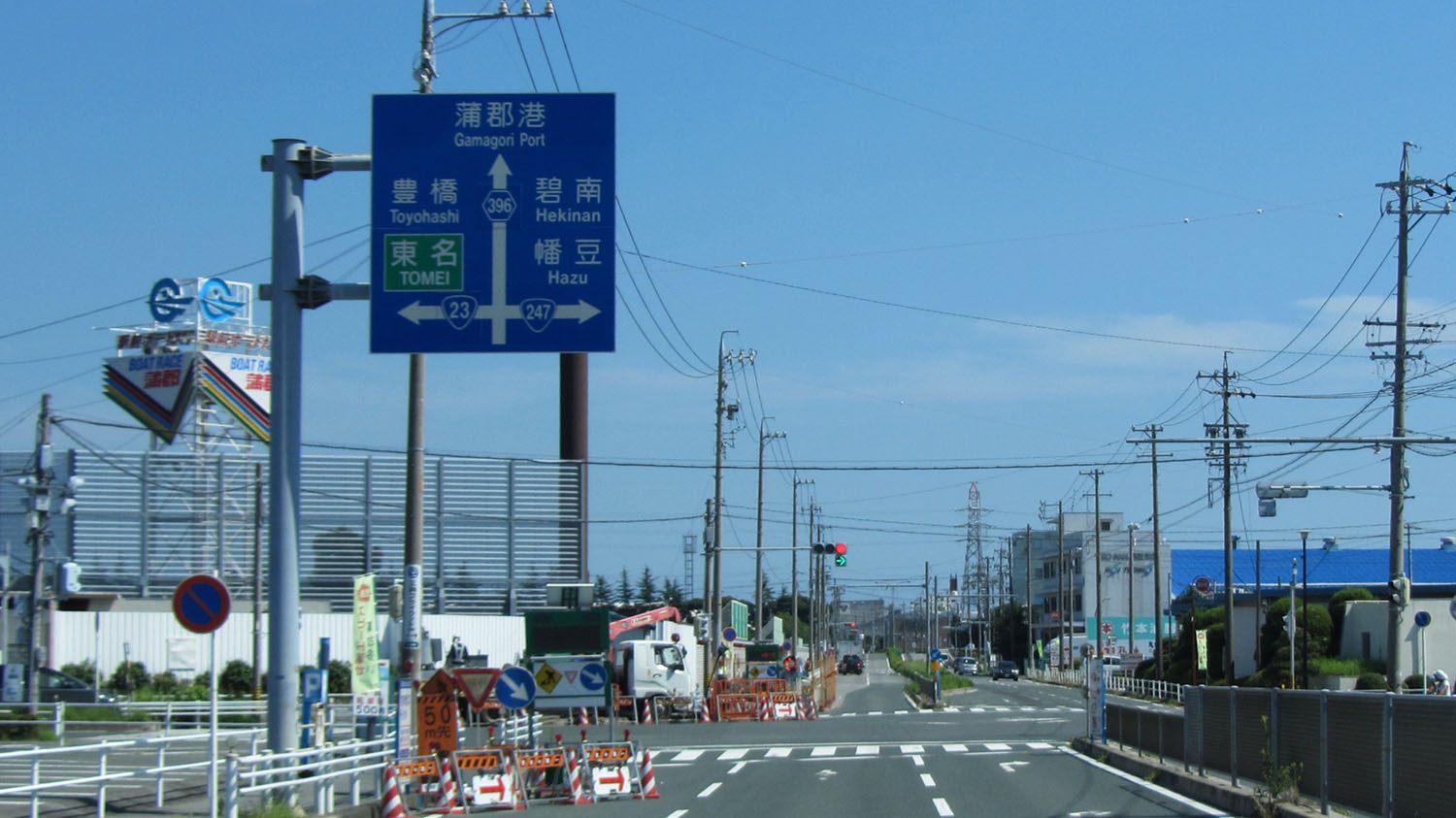
国道248号 起点
愛知県蒲郡市 競艇場西交差点
（国道247号交点）

国道248号（こくどう248ごう）は、愛知県蒲郡市から岐阜県岐阜市に至る一般国道である。

## 概要
起点の蒲郡市から、愛知県西三河の中核市である、岡崎市や豊田市を経て、瀬戸焼の生産地として知られる瀬戸市へと北上する。その後、岐阜県に入り、国道21号との重複区間である、可児市の新太田橋付近から西へ進み、刃物の生産が盛んである関市を経て、終点の岐阜市に至る路線である。
なお、岐阜市の神田町5交差点から、終点の茜部本郷交差点までは国道157号との重複区間となる。

### 路線データ
一般国道の路線を指定する政令に基づく起終点および重要な経過地は次のとおり。
- 起点：蒲郡市（競艇場西交差点 = 国道247号交点）
- 終点：岐阜市（茜部本郷交差点 = 国道21号交点、国道22号・国道157号終点、国道156号起点）
- 重要な経過地：愛知県額田郡幸田町、岡崎市、豊田市、瀬戸市、多治見市、可児市、美濃加茂市（太田町）、関市
- 総延長 : 103.2 km（岐阜県 42.9 km、愛知県 60.2 km）重用延長を含む[2][注釈 2]
- 重用延長 : 25.9 km（岐阜県 8.7 km、愛知県 17.2 km）[2][注釈 2]
- 未供用延長 : なし[2][注釈 2]
- 実延長 : 77.2 km（岐阜県 34.2 km、愛知県 43.0 km）[2][注釈 2]
  - 現道 : 72.9 km（岐阜県 34.2 km、愛知県 38.7 km）[2][注釈 2]
  - 旧道 : 0.0 km（岐阜県 0.0 km、愛知県 - km）[2][注釈 2]
  - 新道 : 4.3 km（岐阜県 - km、愛知県 4.3 km）[2][注釈 2]
- 指定区間：国道21号・国道153号・国道155号[注釈 3]・国道156号と重複する区間（豊田市・挙母町1丁目交差点 - 挙母町1丁目北交差点、豊田市・西町5丁目交差点 - 瀬戸市・東本町交差点、岐阜県可児市・住吉南交差点 - 加茂郡坂祝町・大針IC交差点、関市・山田交差点 - 岐阜市・北一色1丁目交差点）

## 歴史
- 1956年（昭和31年）7月10日 - 二級国道248号蒲郡岐阜線（愛知県蒲郡市 - 岐阜県岐阜市）として指定。
- 1965年（昭和40年）4月1日 - 一般国道248号となる。

## 路線状況

### 別名
- 眺海橋通り（蒲郡市）
- 八帖通り（岡崎市）
- 豊田南北線（豊田市）
- 志野もみじ街道（多治見市、美濃加茂市、関市）
- 岐阜東西通り（岐阜市）

### バイパス

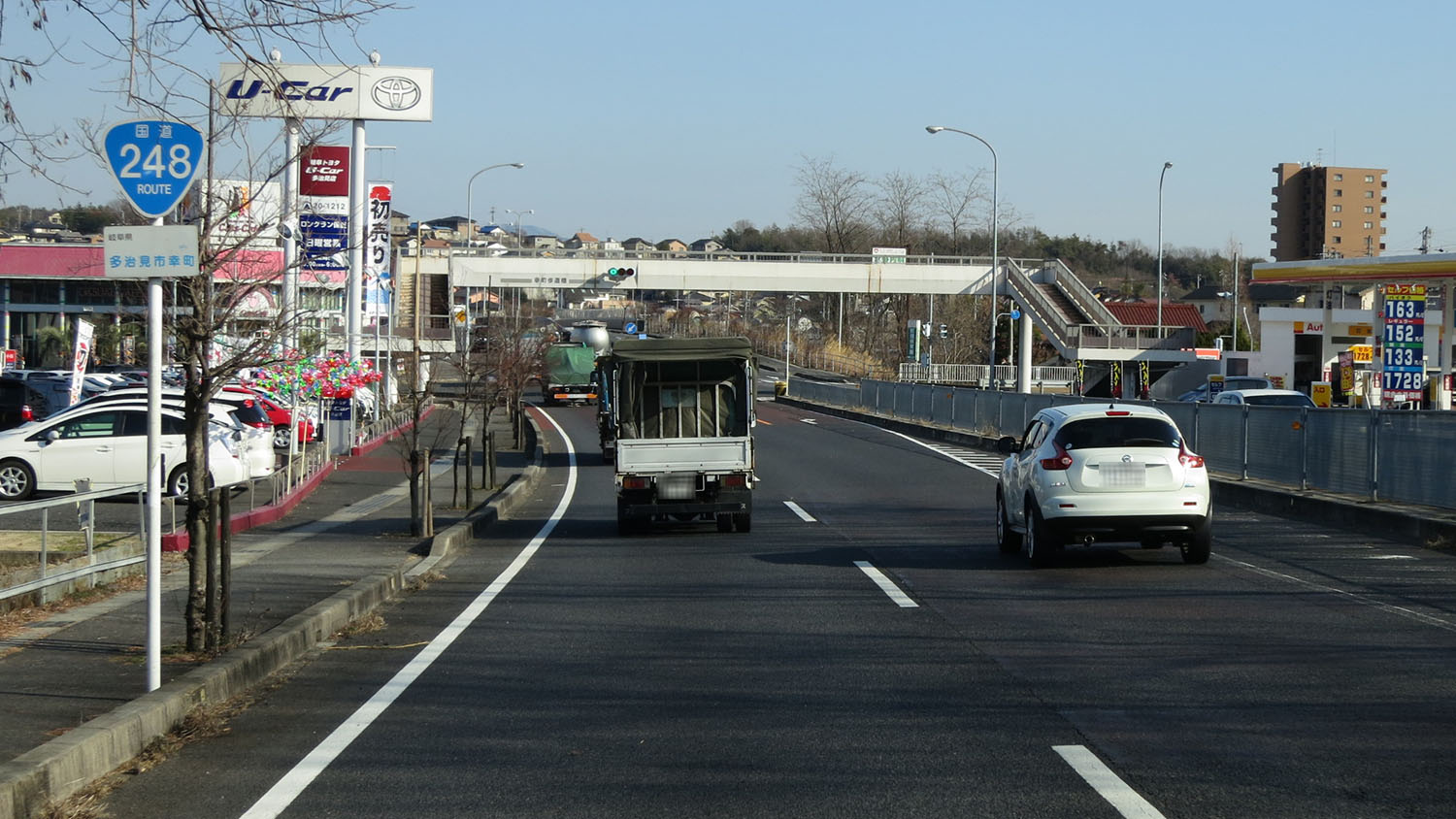
可児バイパス
岐阜県多治見市根本町

- 瀬戸東バイパス（瀬戸市）
- 平和バイパス（多治見市）
- 多治見北バイパス（多治見市）
- 可児バイパス（可児市、美濃加茂市）
- 太田バイパス（美濃加茂市、関市）
- 関バイパス（関市）
- 山田バイパス（関市）
- 岐阜東バイパス（岐阜市）

### 重複区間

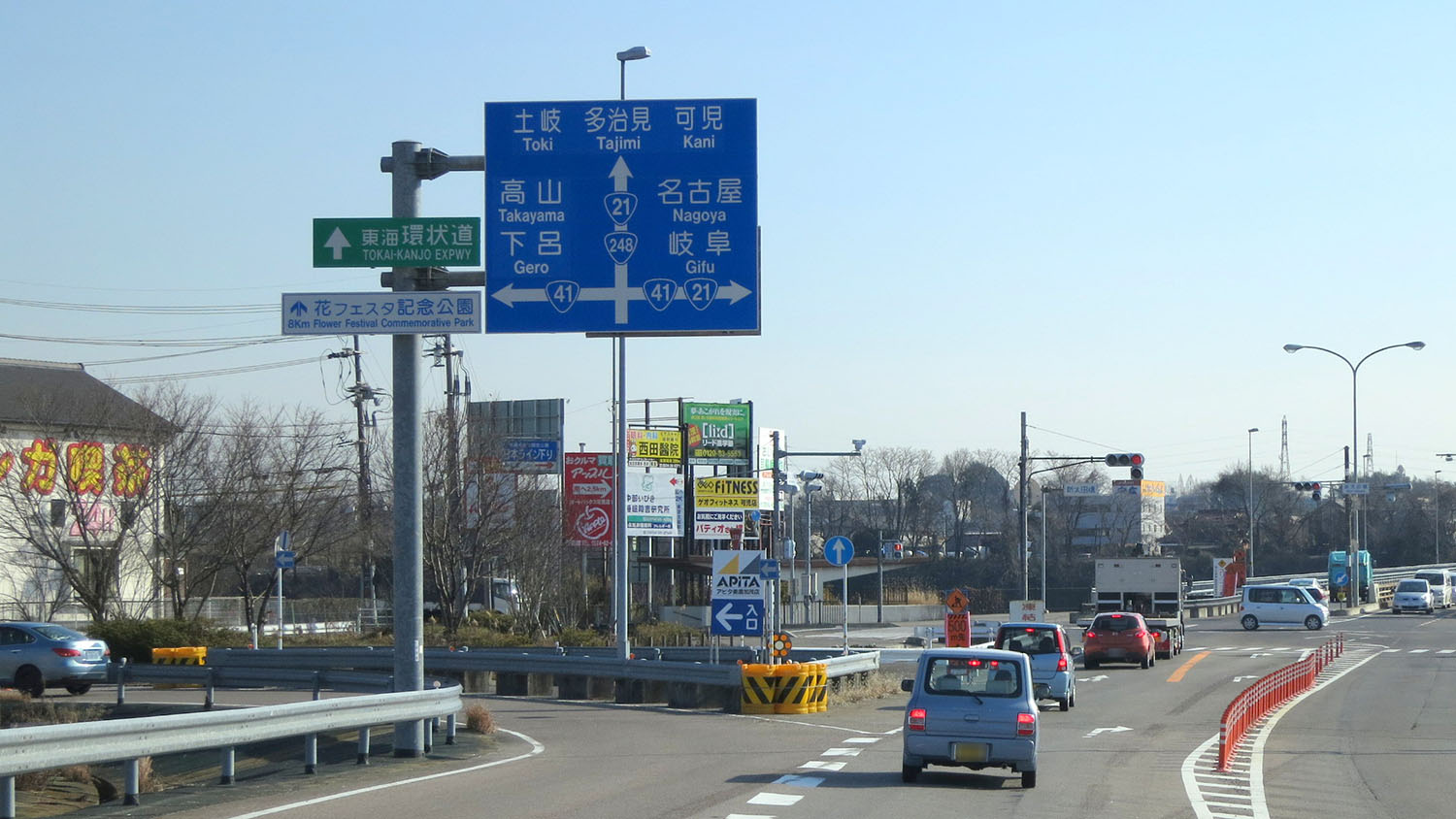
国道21号（重複区間）、
国道41号との分岐
岐阜県美濃加茂市野笹町

- 国道153号（愛知県豊田市・挙母町1丁目交差点 - 豊田市・挙母町1丁目北交差点）
- 国道155号（愛知県豊田市・西町5丁目交差点 - 瀬戸市・東本町交差点）
- 国道363号（愛知県瀬戸市・東本町交差点 - 瀬戸市・品野交番前交差点）
- 国道21号（岐阜県可児市・住吉南交差点 - 加茂郡坂祝町・大針IC交差点）
- 国道156号（岐阜県関市・山田交差点 - 岐阜市・北一色1丁目交差点）
- 国道157号（岐阜県岐阜市徹明町・神田町5交差点 - 岐阜市・茜部本郷交差点）

### 道路施設

#### 橋梁
- 新太田橋（木曽川）

## 地理

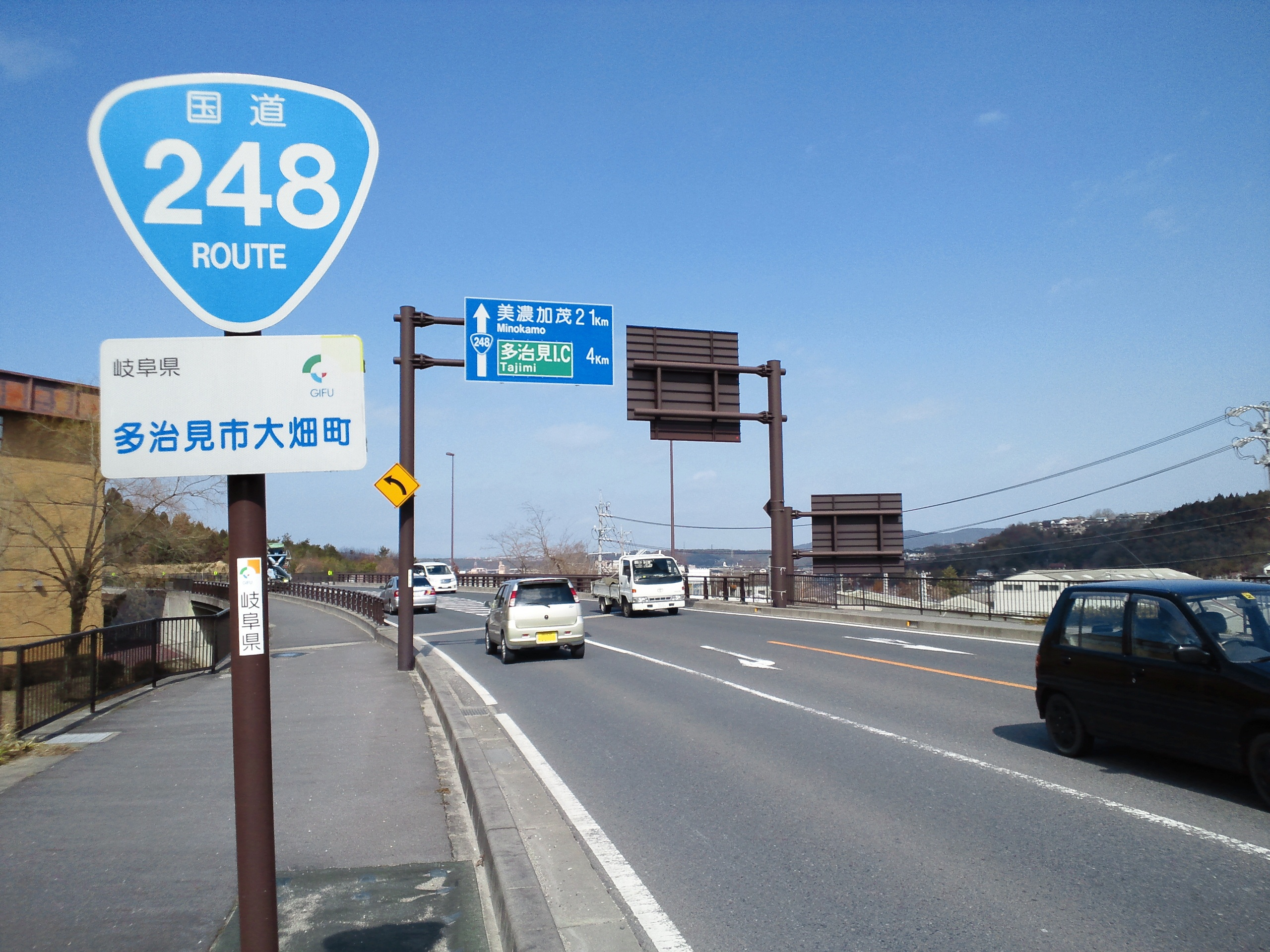
岐阜県多治見市大畑町
左側に多治見市総合体育館がわずかに見えている

### 通過する自治体
- 愛知県
  - 蒲郡市 - 額田郡幸田町 - 岡崎市 - 豊田市 - 瀬戸市
- 岐阜県
  - 多治見市 - 可児市 - 美濃加茂市 - 加茂郡坂祝町 - 美濃加茂市 - 関市 - 岐阜市

### 交差する道路

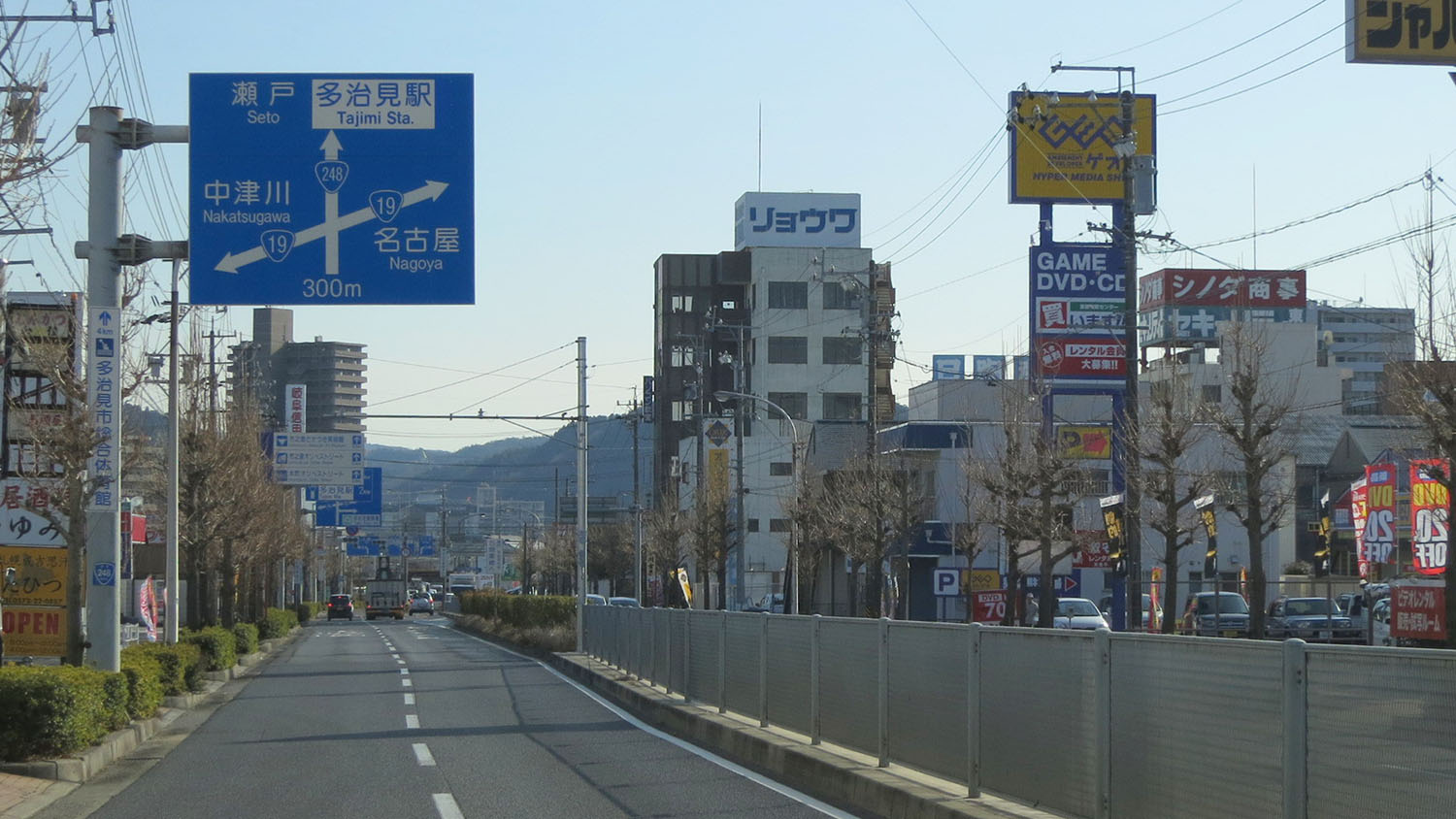
国道19号との交差
岐阜県多治見市若松町

- 国道23号：岡崎バイパス（幸田町・幸田芦谷IC：間接接続）
- 国道1号（岡崎市・八帖交差点）
- 豊田東IC ： 伊勢湾岸自動車道（豊田市）
- 国道301号（豊田市・挙母町1丁目交差点）
- 国道153号（豊田市・挙母町1丁目 および 挙母町1丁目北交差点）
- 国道155号（豊田市・西町5丁目交差点）
- 八草IC ： 猿投グリーンロード（豊田市）
- 国道155号・国道363号（瀬戸市・東本町交差点）
- せと赤津IC ： 東海環状自動車道（瀬戸市）
- 国道363号（瀬戸市・品野交番前交差点）
- 国道19号（多治見市・音羽町交差点）
- 多治見IC ： 中央自動車道（多治見市）
- 国道21号（可児市・住吉南交差点）
- 国道41号：美濃加茂バイパス（美濃加茂市・太田町交差点）
- 国道21号：坂祝バイパス（坂祝町・大針IC交差点）
- 関IC ： 東海北陸自動車道（関市）
- 国道156号（関市・山田交差点）
- 国道156号：岐阜東バイパス（岐阜市・北一色1交差点）
- 国道157号・国道256号・国道303号（岐阜市徹明町・神田町5交差点）
- 国道21号・国道22号・国道156号：岐大バイパス（岐阜市・茜部本郷交差点）

## ギャラリー

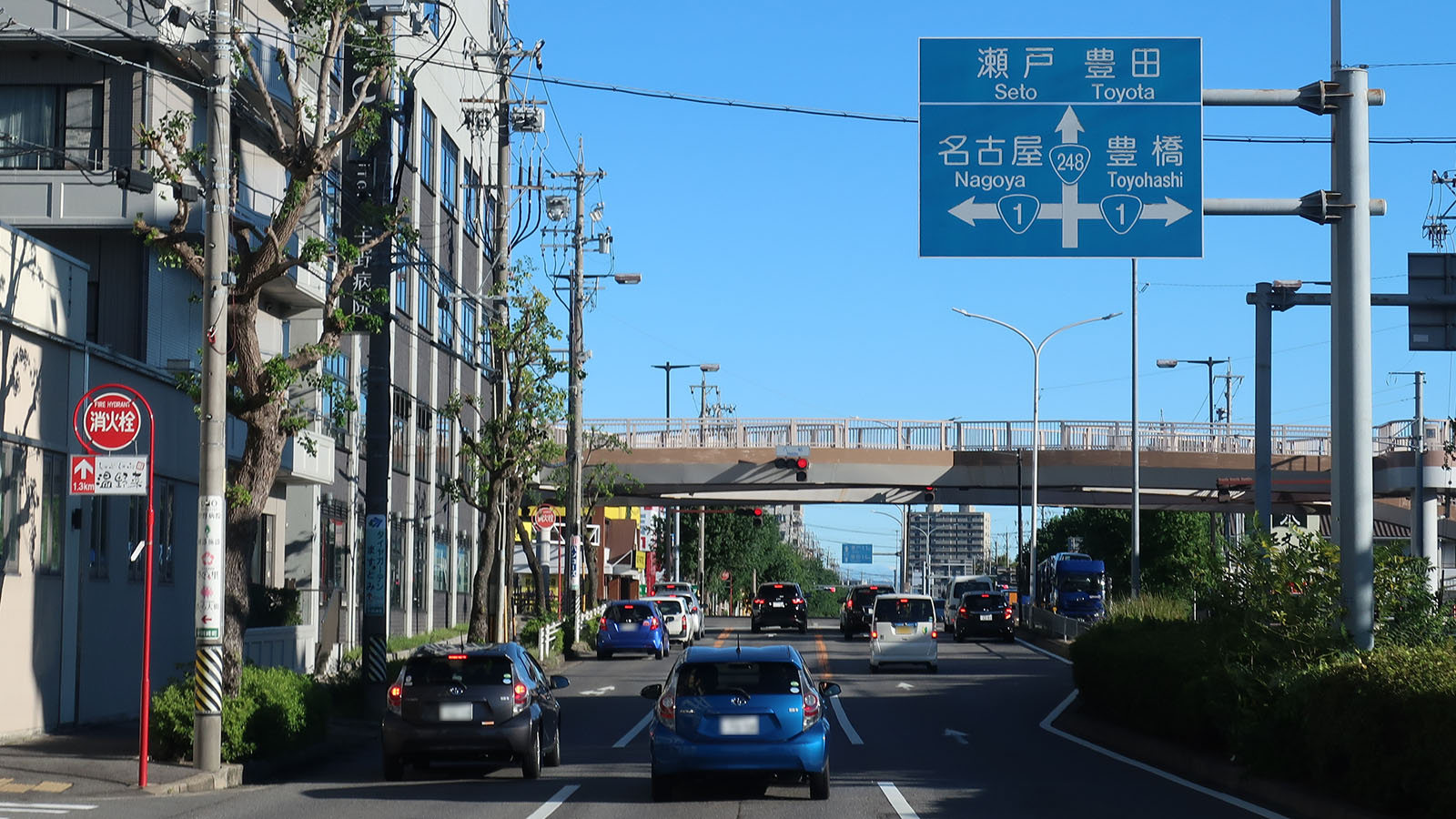
国道1号との交差 愛知県岡崎市中岡崎町
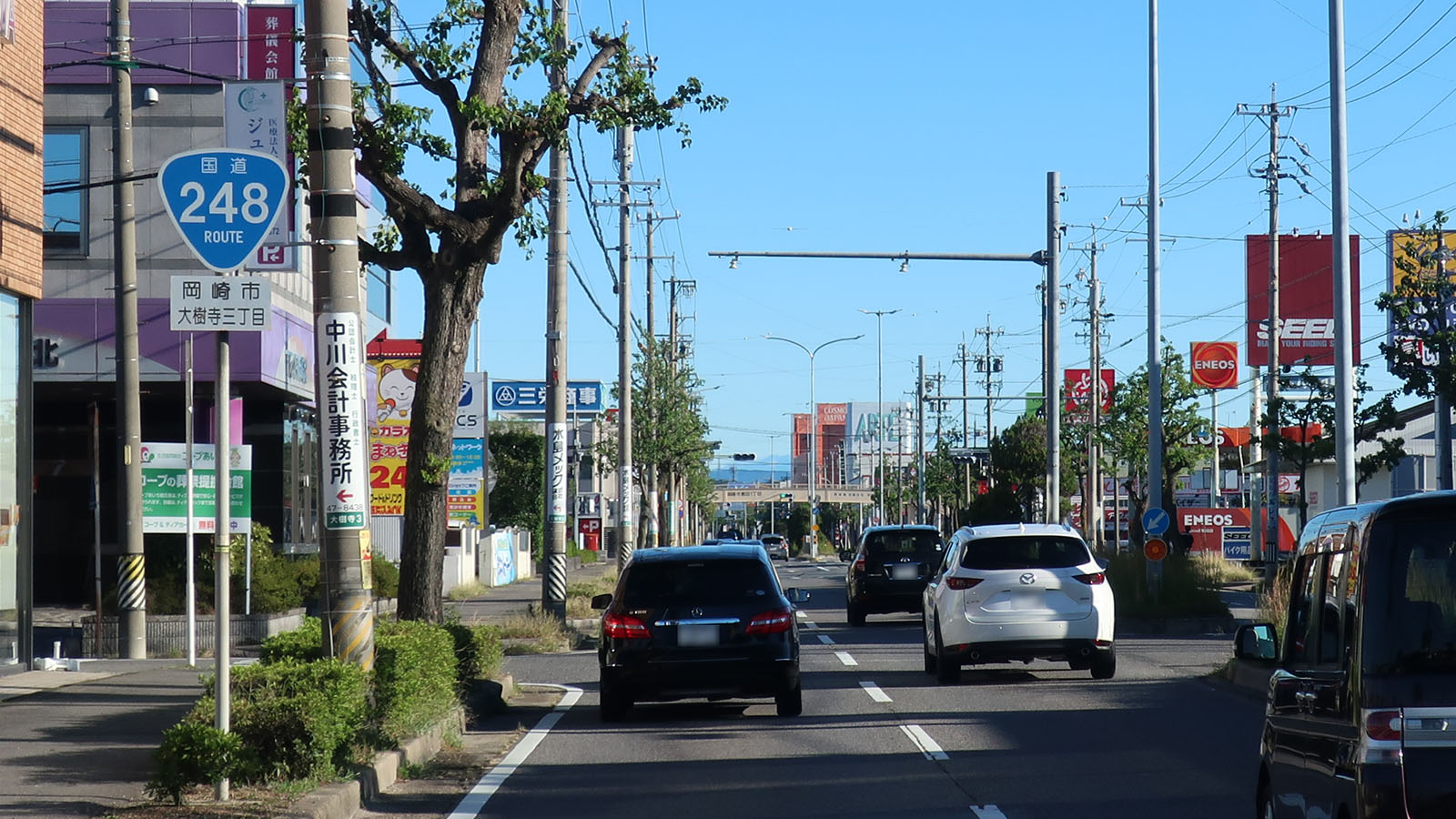
愛知県岡崎市大樹寺町
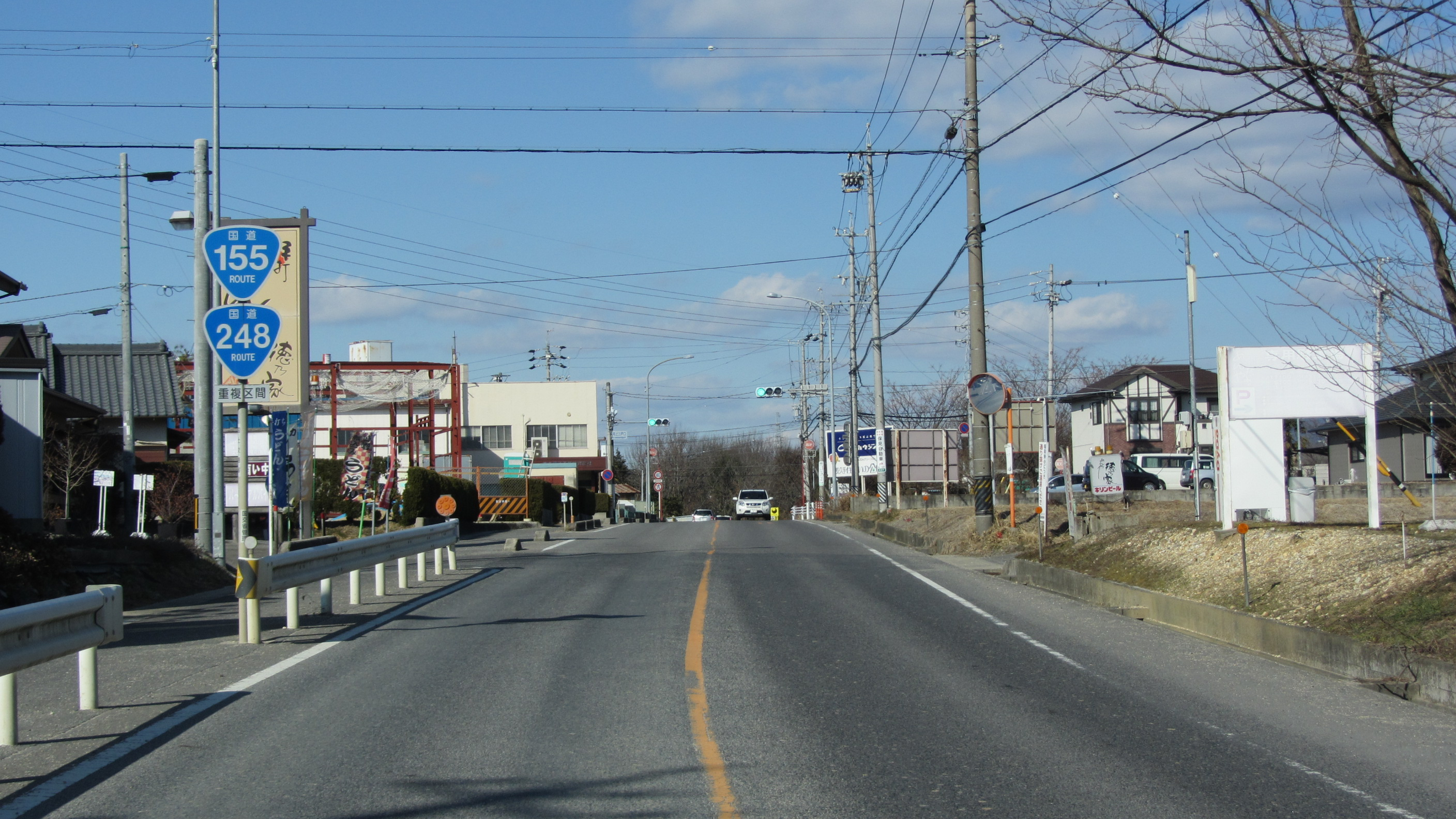
国道155号との重複 愛知県豊田市保見町
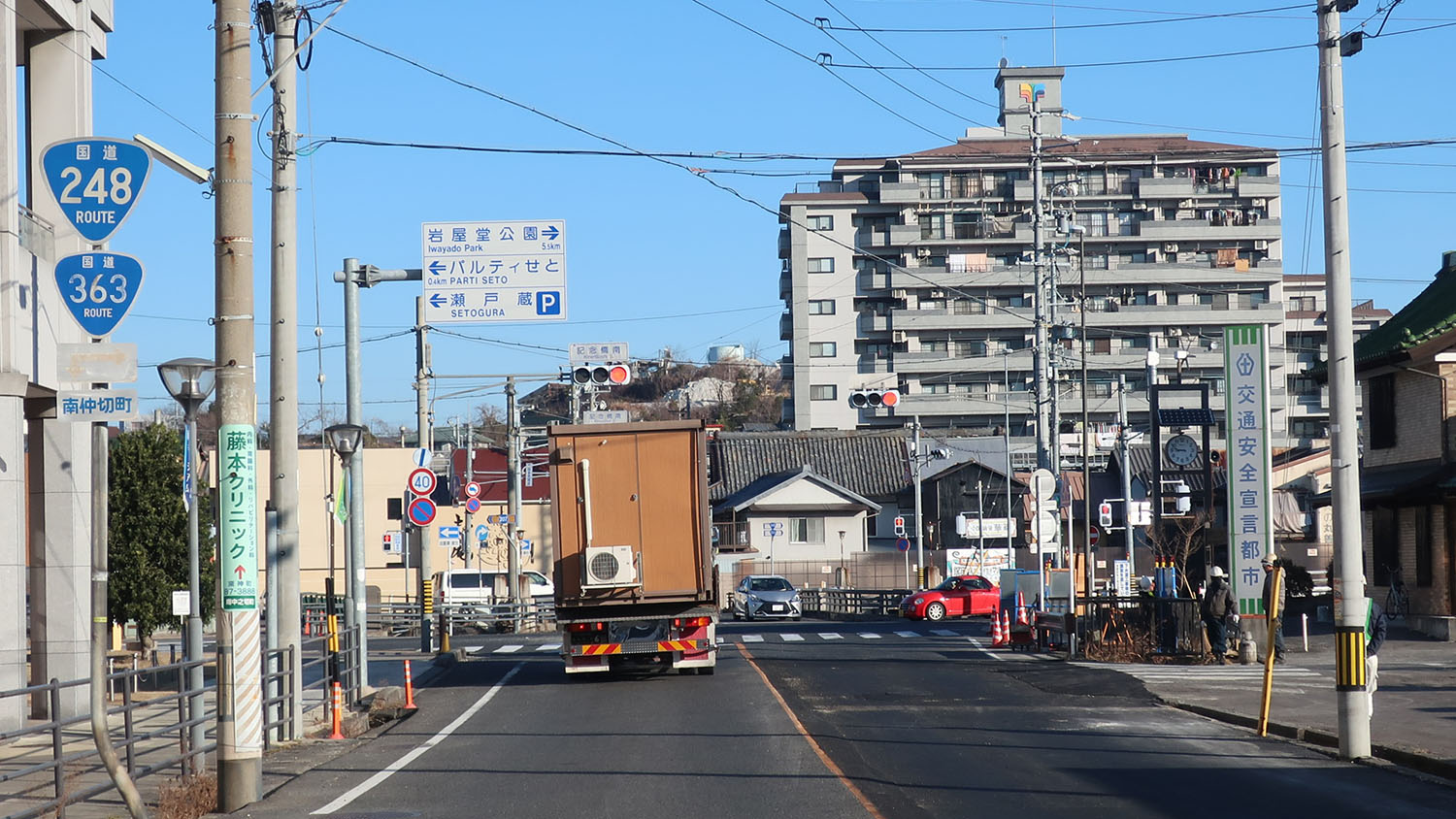
国道363号との重複 愛知県瀬戸市南仲之切町
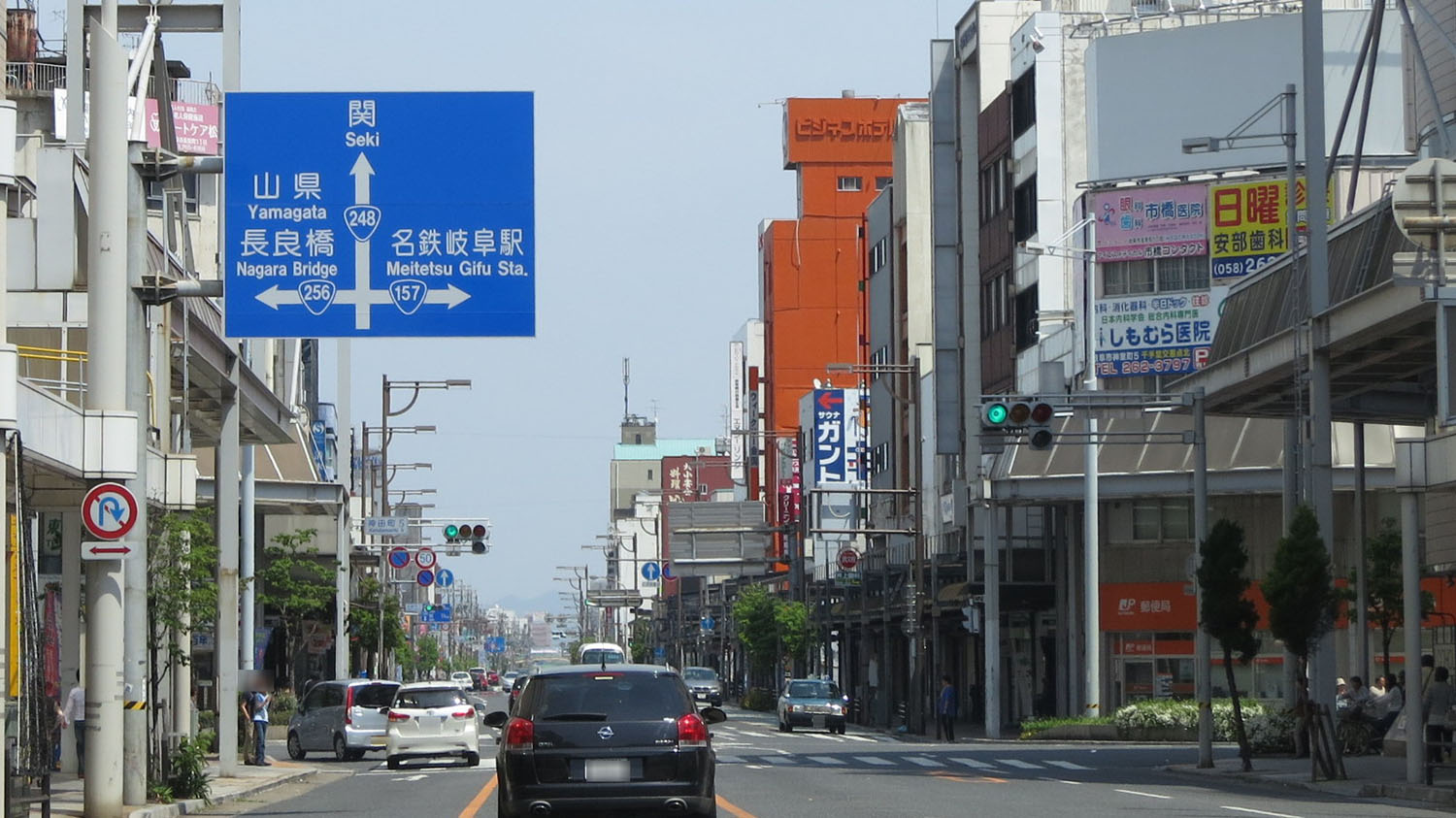
国道157号との分岐 （重複区間） 岐阜県岐阜市徹明通